# Infernal Affairs: Piekielna gra
Infernal Affairs: Piekielna gra (oryg. Mou gaan dou) – film z 2002 roku, w reżyserii Andrew Lau oraz Alana Maka.

## Obsada
- Andy Lau jako inspektor Lau Kin-Ming (starszy)
- Tony Leung Chiu Wai jako Chan Wing-Yan (starszy)
- Anthony Wong jako inspektor Wong Chi-Shing
- Eric Tsang jako Hon Sam
- Chapman To jako Tsui Wai-Keung
- Gordon Lam jako inspektor B
- Kelly Chen jako Dr. Lee Sum-Yee
- Sammi Cheng jako Mary
- Berg Ng jako inspektor Cheung
- Dion Lam jako Del Piero
- Edison Chen jako Lau Kin-Ming (młody)
- Shawn Yue jako Chan Wing-Yan (młody)
- Elva Hsiao jako May